# Medal Pamiątkowy 1 października 1938
Medal Pamiątkowy 1 października 1938 (niem. Medaille zur Erinnerung an den 1. Oktober 1938) (używano także nazwy Sudetenland-Medaille (pol. Medal Kraju Sudetów) – niemieckie odznaczenie nadawane za udział w zajęciu Kraju Sudetów na mocy układu monachijskiego.

## Historia
Odznaczenie zostało ustanowione przez A. Hitlera 18 października 1938 roku dla wyróżnienia uczestników zajęcia w dniu 1 października 1938 roku przez wojska niemieckie części Kraju Sudetów zamieszkałych przez ludność niemiecką a które weszły w skład Czechosłowacji po I wojnie światowej.
W dniu 1 maja 1939 roku listę osób uprawnionych do otrzymania medalu poszerzono o osoby, które zasłużyły się przy zajęciu reszty Czechosłowacji w dniu 15 marca 1939 roku i utworzeniu Protektoratu Czech i Moraw.
Medal posiadał jeden stopień.

## Zasady nadawania
Medal nadawany był wszystkim osobom uczestniczącym w działaniach, które przyczyniły się do zajęcia najpierw Kraju Sudetów, a później reszty Czech (Rest-Tschechei). Medal nadawano żołnierzom Wehrmachtu, członkom oddziałów SS, NSDAP, SA i Partii Sudeckoniemieckiej oraz urzędnikom, którzy uczestniczyli w tych działaniach.
Osoby, które w 1938 roku otrzymały medal za zajęcie Kraju Sudetów, a następnie zasłużyły nań ponownie za zajęcie w 1939 roku pozostałej części Czech i utworzenie Protektoratu Czech i Moraw, otrzymywały do już posiadanego medalu okucie z wizerunkiem Zamku Praskiego (Prager Burg Spange).
Łącznie nadano 1 162 617 tych medali, w tym 134 563 z okuciem.

## Opis odznaki
Odznaką medalu jest okrągły medal o średnicy 33 mm był wykonany z brązu.
Na awersie medalu znajduje się postacie dwóch mężczyzn stojących na postumencie. Mężczyzna w głębi trzyma flagę III Rzeszy, a mężczyzna na pierwszym planie ma na ręku zerwane kajdany. Na tle postumentu znajduje się godło III Rzeszy, orzeł cesarski z rozpostartymi skrzydłami trzymający w szponach wieniec wewnątrz którego znajduje się swastyka.
Na rewersie wzdłuż krawędzi znajduje się napis EIN VOLK / EIN REICH / EIN FÜHRER (pol. Jeden naród, jedno państwo, jeden wódz) między poszczególnymi fragmentami znajdują się swastyki. W środkowej części medalu jest napis 1. / OKTOBER / 1938 (pol. 1 października 1938).
Medal zawieszony jest na wstążce o szer. 26 mm, w barwach flagi Niemców sudeckich. Wstążka koloru czarnego, w środku pasek o szer. 9 mm koloru czerwonego, po bokach białe cienkie paski. Na wstążce i baretce medalu umieszczano nakładkę wykonaną z brązu z rysunkiem Zamku Królewskiego w Pradze, dla osób które wyróżniły się w utworzeniu Protektoratu Czech i Moraw.